# Alice Kremelberg
Alice Kremelberg, född 28 februari 1990 i Long Island, New York, är en amerikansk skådespelare.
Kremelberg har bland annat medverkat i TV-serien Renegade Nell. Hon har även medverkat i filmerna Iris och Citywide.

## Filmografi (i urval)
- 2022 – Iris
- 2022 – Citywide
- 2024 – Renegade Nell (TV-serie)